# Giuseppe Perino
Giuseppe Perino (... – fine anni 1890) è stato un carabiniere italiano, insignito della medaglia d'oro al valor civile.